# Krajná Porúbka
Krajná Porúbka (węg. Végortovány) – wieś (obec) na Słowacji w kraju preszowskim, powiecie Svidník. Krajná Porúbka położona jest w historycznym kraju Szarysz, na szlaku handlowym z Węgier do Polski. Pierwsze wzmianki o wsi pochodzą z roku 1582.